# 圣艾蒂安苏巴约勒
圣艾蒂安苏巴约勒（法語：Saint-Étienne-sous-Bailleul，法語發音：[sɛ̃.t‿etjɛn su bajœl]）是法国厄尔省的一个市镇，位于该省东部，属于莱桑德利区。

## 地理
圣艾蒂安苏巴约勒（49°7'27"N, 1°24'22"E）面积4.34 平方千米，位于法国诺曼底大区厄尔省，该省份为法国北部内陆省份，北起滨海塞纳省，西接奧恩省和卡爾瓦多斯省，南至厄尔-卢瓦省，东临瓦兹省、瓦兹河谷省和伊夫林省。
圣艾蒂安苏巴约勒的时区为UTC+01:00、UTC+02:00（夏令时）。

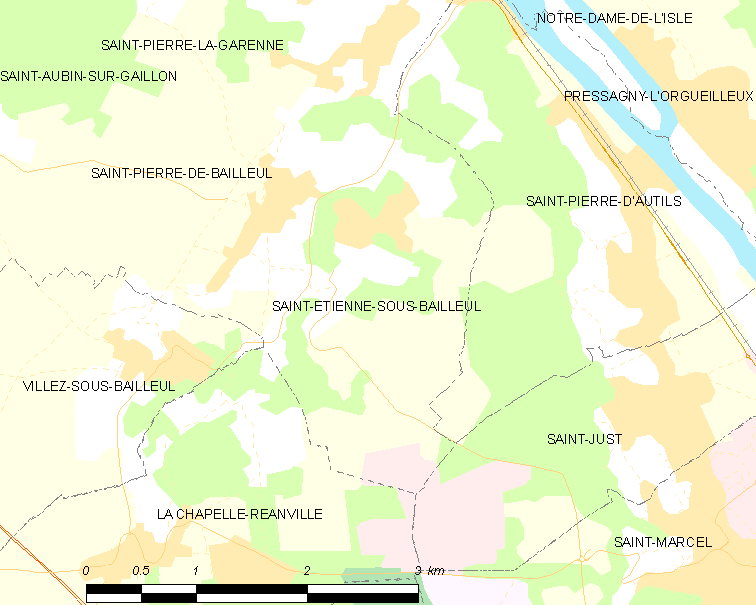
圣艾蒂安苏巴约勒的OSM定位图

## 行政
圣艾蒂安苏巴约勒的邮政编码为27920，INSEE市镇编码为27539。

## 政治
圣艾蒂安苏巴约勒所属的省级选区为加永县。

## 人口

1962-2008年间圣艾蒂安苏巴约勒人口变化图示

圣艾蒂安苏巴约勒于2022年1月1日时的人口数量为388人。